# Валрам IV (Лимбург)
Валрам IV (на френски: Waléran III de Limbourg; на немски: Walram IV von Limburg; * ок. 1175, † 1226) от Дом Лимбург-Арлон, е от 1214 г. граф на Люксембург и от 1221 г. херцог на Лимбург и маркграф на Арлон и до 1221 г. господар на замък Моншау.

## Живот
Той е вторият син на херцог Хайнрих III от Лимбург († 21 юни 1221) и София фон Саарбрюкен (* 1149, † сл. 1215), дъщеря на граф Симон I фон Саарбрюкен.
Валрам участва заедно с баща си Хайнрих III в третия кръстоносен поход (1189 – 1192). Те пътуват независимо от главната войска на император Фридрих I Барбароса и в Светата Земя се включват във войската на Ричард Лъвското сърце. През 1196/1197 г. той се бунтува заедно с баща си против император Хайнрих VI и през 1206 г. участва в битката при Васенберг.
Чрез втората си женитба през 1214 г. с графиня Ермезинда II Люксембургска (Дом Намюр), единствената дъщеря и наследница на граф Хайнрих IV от Люксембург († 14 август 1196), той става граф на Люксембург (de iure uxoris). През 1217 и 1218 г. той участва в петия кръстоносен поход и се бие при обсадата на Дамиета. След смъртта на баща му Хайнрих III през 1221 г. Валрам става херцог на Лимбург и граф на Арлон. Той отстъпва своето владение над Моншау на най-големия си син Хайнрих.
Валрам IV е погребан в абатството Ролдук.
- Графството Лимбург (Лене) и неговите територии (червено)
- Гробът на Валрам IV

## Фамилия
Първи брак: с Кунигунда Лотарингска († преди 1213), дъщеря на херцог Фридрих I от Лотарингия; те имат най-малко четири деца:
- София († 1226), ∞ 1210 граф Фридрих фон Изенберг
- Матилда († сл. 1234), ∞ Вилхелм III фон Юлих
- Хайнрих IV († 1247), ∞ Ирмгард фон Берг
- Валрам II († 1242), ∞ Елизабет от Бар, дъщеря на граф Теобалд I от Бар от Бар и на графиня Ермезинда II Люксембургска

Втори брак: май 1214 г. с Ермезинда II Люксембургска (* юли 1186, † 12 февруари 1247); те имат най-малко четири деца:
- Катерина (* 1215, † 18 април 1255), ∞ херцог Матиас II от Лотарингия
- Хайнрих V Люксембургски (* 1216, † 1281), ∞ Маргарета от Бар, дъщеря на Хайнрих II от Бар
- Маргарета
- Герхард от Дурбюи (* 1223, † 1303), ∞ Мехтхилд фон Клеве († 1304), дъщеря на граф Дитрих фон Клеве († 1245).